# Hiperion
Hiperion je v grški mitologiji eden od Titanov; oče Eose, Selene in Helija.